# Księga eparcha
Księga eparcha (gr. Tὸ ἐπαρχικὸν βιβλίον) – źródło prawne z 912 roku. Przedstawia sposób działania administracji, funkcjonowania rynku, prawa, pracy, zatrudnienia oraz życia codziennego mieszkańców Konstantynopola. Opracowana była w kancelarii cesarskiej na podstawie materiału przedstawionego przez bezpośrednio zainteresowane korporacje miejskie. Księga dzieli się na 22 części, z których każda normuje struktury organizacyjne i zasady działań określonej dziedziny.